# Včela medonosná ruská
Včela medonosná ruská (Apis mellifera artemisia) je poddruh včely medonosné pocházející z ruské stepi, poprvé byla identifikována v roce 1999 poblíž Kyjeva na Ukrajině pouze jedním exemplářem, ale do roku 2011 byl její taxonomický status zpochybněn, ačkoliv dosud nebyla provedena žádná analýza DNA. 
Její jméno je odvozeno od řecké bohyně Artemis, pro kterou byla včela medonosná symbolem a jejíž chrám v Efesu, byl uveden jako jeden ze sedmi divů světa.